# Justus Hansen
Justus William Asser Hansen (født 23. marts 1968 i Tasiilaq) er en grønlandsk politiker. Han var medlem af Grønlands parlament, Inatsisartut, fra 2014 til 2021 og var suppleant i parlamentet tidligere. Han er kommunalbestyrelsesmedlem i Sermersooq Kommune.
Justus Hansen blev uddannet som automekaniker i Danmark i 1990 og arbejdede efterfølgende med bilelektronik indtil 1996 og derefter som tankforvalter hos Polaroil indtil 2009. I 2025 blev han Sermersooq Kommunes driftschef for Østgrønland.
Han stillede op til kommunalvalget i 2008 og blev første stedfortræder for Demokraterne til kommunalbestyrelsen i den nye Sermersooq Kommune, hvorfra han  blev suppleant i kommunalbestyrelsen. Ved parlamentsvalget i 2009 blev han Demokraternes 2. stedfortræder og blev suppleant i Grønlands parlament da partiets to ministre tog orlov fra parlamentet. I sommeren 2010 var han kortvarigt fungerende borgmester i Sermersooq Kommune, mens borgmester Asii Chemnitz Narup holdt ferie. Ved parlamentsvalget  i 2013 blev han Demokraternes 3. stedfortræder og kunne være indtrådt i parlamentet som stedfortræder, men gjorde det ikke. Han blev valgt direkte til kommunalbestyrelsen i Sermersooq Kommune for første gang ved kommunalvalget i 2013. Han blev også valgt direkte til parlamentet for første gang ved parlamentsvalget i 2014. Han blev genvalgt til kommunalbestyrelsen i 2017 og blev også genvalgt til parlamentet ved parlamentsvalget i 2018. Ved valget i 2021 blev han kun 2. stedfortræder og forlod parlamentet. Han var i stand til at beholde sin plads i kommunalbestyrelsen i Sermersooq Kommune ved kommunalvalget, der blev afholdt samtidigt. Han stillede også op til folketingsvalget i 2022, men fik kun 116 stemmer, næstfærrest af alle kandidater i Grønland.
Han er gift med Johanne Bak Nielsen og har fire børn.